# Cheilosia primoveris
Cheilosia primoveris är en tvåvingeart som först beskrevs av Shannon 1915.  Cheilosia primoveris ingår i släktet örtblomflugor, och familjen blomflugor. Inga underarter finns listade i Catalogue of Life.